# Джейми Карагър
Джеймс Лий Дънкан 
„Джейми“ Карагър (на английски: James Lee Duncan Carragher) е бивш английски професионален футболист, който прекарва цялата си професионална кариера като защитник на футболен клуб Ливърпул. През голяма част от кариерата си е втори капитан на отбора. Карагър е един от играчите с най-много (повече от 700) изиграни срещи за клуба. Известен е със своята преданост и изключително себераздаване за отбора.

## Биография
Джейми Карагър е роден на 28 януари 1978 г. в Бутъл, Англия. Карагър тренира като юноша в академията на клуба. Дебюта си в професионалния футбол прави през сезон 1996 – 1997, а през следващия вече се налага като титуляр в клуба. През 2001 година печели първите си медели, помагайки на Ливърпул да постигне требъл от трофеи: купата на Англия, купата на лигата и купата на УЕФА. След като първоначално Карагър играе предимно на позиция краен бранител, през сезон 2004/2005 с идването на мениджъра Рафа Бенитес това се променя. Карагър е преместен да играе като централен бранител, което се оказва страхотно решение, тъй като той и Сами Хюупия сформират една от най-сполучливите двойки централни защитници в съвремената история на Ливърпул. Още същия сезон той помага с героичната си игра на клуба да спечели Шампионската лига. Година по-късно (2006) е медалист за втори път в турнира за купата на Англия, а добрата му игра през целия сезон му печели място в „отбора на Висшата лига за 2006“. От 2007 година насам, Карагър е играчът на Ливърпул с най-много изиграни срещи в европейски турнири.
Карагър държи рекорда за играч с най-много мачове за юношеския национален отбор на Англия, като през 1999 година печели място и в мъжкия отбор. Международната му кариера обаче не е особено сполучлива, поради тежката конкуренция за място в отбора. През 2007 година Карагър официално се отказва от националния отбор, с едва 34 мача за 8 години. Поради много контузии и проблеми с отбора на Англия точно преди световното първенство през 2010, Фабио Капело убеждава Карагър да се върне в отбора.

## Клубна кариера
Макар фен на Евертън, смъртния враг на Ливърпул, той се записва да тренира в юношеската школа именно на Ливърпул, където през 1996 заедно с неговия близък приятел Майкъл Оуен са част от отбора спечелил Юношеската купа на Англия. Първия си професионален договор подписва по-късно същата година. Дебюта си прави на 8 януари 1997 под ръководството тогавашния мениджър Рой Евънс, в мач от купата на лигата срещу Мидълзбро. Само няколко дни по късно дебютира и във Висшата лига, а при първия си старт за отбора, на 18 януари 1997 срещу Астън Вила, отбелязва първия си гол за Ливърпул. Сезон 1997 – 1998 се оказва изключително ползотворен за играча. Той изиграва цели 20 мача само във Висшата лига, а следващия сезон циментира мястото си в състава, пропускайки само четири шампионатни мача. Освен това Кевин Кийгън го повиква и в английския националнен отбор.
Макар редовен участник в отбора, Карагър не може да се утвърди на една позиция. Факта че може да играе на всяка позиция в защитата и дори като дефанзивен полузащитник, подтиква Жерар Улие, мениджъра на Ливърпул по това време, да го използва като „подплънка“ в отбора. През сезон 1999 – 2000 Карагър изживява най-голямото си разочарование във футбола до момента, отбелязвайки си два автогола при домакинската загуба от смъртния враг Манчестър Юнайтед. Следващия сезон се оказва далеч по-успешен. Карагър не само че се утвърждава като ляв бранител, но е част от състава спечелил требъл от трофеи: купата на Англия, купата на лигата и купата на УЕФА, а малко по късно през същата година (2001) Къмюнити Шийлд и суперкупата на Европа.
Между 2002 и 2004 Карагър претърпява две тежки травми. Първо пропуска световното първенство по футбол през 2002 поради операция на коляното, а през сезон 2003 – 2004 играчът на Блекбърн Роувърс Лукас Нийл му счупва кракът.
Сезон 2004 – 2005 е вероятно повратната точка в кариерата на Карагър. Новият мениджър на Ливърпул Рафа Бенитес го поставя да играе в центъра на отбраната заедно със Сами Хюупия. Този тандем се оказва изключително успешен. През този сезон Карагър изиграва 56 срещи във всички турнири. Най-запомнящия му мач се оказва финалът на Шампионската лига на 25 май 2005. Карагър дава цялото си сърце, предотвратявайки два сигурни гола, въпреки получено по време на играта разтежение. Мача завършва 3 – 3, като Ливърпул триумфира след изпълнение на дузпи. Малко по-късно през годината, поради отсъствието на капитана на отбора Стивън Джерард, в ролята на негов заместник Карагър вдига суперкупата на Европа.
През следващата година, на 13 май 2006, Карагър участва в още един голов трилър по време на финал – този път за купата на Англия срещу Уест Хям. В този мач Карагър не се представя на високо ниво, отбелязвайки си автогол. За негово щастие и този мач, по подобие на миналогодишния, завършва при резултат 3 – 3, а Ливърпул отново триумфира след изпълнение на дузпи.
Участието на Карагър в полуфинала на Шампионската лига срещу Челси на 1 май 2007, отбелязва рекордното за клуба 90-о участие в мач от евротурнирите. В края на този сезон Карагър подписва нов 4-годишен договор, и обявява оттеглянето си от английския националнен отбор.
На 18 май 2009, по време на мач срещу Уест Бромич Албиън, Карагър е замесен във вербален конфликт със съотборникът си Алваро Арбелоа, като се наложи съотборниците им да ги успокояват. Мениджъра на Ливърпул Рафа Бенитес отказа да коментира инцидента. Самият Карагър обясни: „Просто искахме да не допуснем гол, за да може Пепе Рейна (вратарят) да има шанс да спечели Златните ръкавици за четвърти път.“
Карагър започна сезон 2009 – 2010 доста слабо, и неговото титулярно място бе поставено под въпрос. Силно представяне срещу състава на Манчестър Юнайтед на 25 септември 2009 година бе повече от достатъчно за да премахне насъбралата се критика.
На 4 септември 2010 Карагър организира благотворителен мач, в който взимат участие бивши и настоящи играчи на Ливърпул и Евертън. Всички печалби от срещата са за местна благотворителност, разпределени чрез фондацията на Карагър 23.
На 24 октомври 2010, Карагър отбеляза седмия си автогол във Висшата лига. Ричард Дън от Астън Вила, е единственият активен играч отбелязал повече автоголове (осем на брой) в турнира. На 28 ноември 2010 Карагър достига 450-ото си участие във Висшата лига при гостуване на Тотнъм. Денят се оказва безкрайно мрачен за него, не само че Ливърпул губи срещата с 2 – 1, но Карагър размества рамото си, контузия която го изкарва от игра за три месеца.
Той се завръща в игра на 6 февруари в мач срещу Челси. На 24 февруари 2011, Карагър влиза като резерва срещу отбора на Спарта (Прага). Това е 137-о му участие в европейски турнир – нов британски рекорд.
По-късно през същата година, на 9 май 2011 в мач срещу Фулъм, Карагър изигра 666-ия си мач за Ливърпул, изкачвайки се на второ място в клубната класация по брой участия.
На 7 февруари 2013 Карагър обявява намерението да се оттегли от професионалния футбол. Последния си мач за клуба Карагър изиграва на 19 май 2013 срещу Куинс Парк Рейнджърс. Преди мача Карагър е награден от капитана на отбора Стивън Джерард и Иън Калаган със специален трофей подчертаващ изключителният му принос към клуба по време на неговата забележителна кариера.

## Национален отбор
Макар Карагър да има рекорден брой участия като юношески национал, кариерата му в мъжкия отбор не е толкова бляскава. Дебютира през 1999 година, но трудно намира място в състава. Голямата конкуренция за място в защитата на англичаните се оказва непосилна за Карагър, и както в дълги периоди в клубната му кариера, се оказва в отбора само за да „запълва дупки“. Въпреки че пропуска световното първенство през 2002 поради контузия, Карагър е в състава за европейското през 2004, макар че така и не взима участие. На световното в Германия получи шанс за изява поради контузия на Гари Невил. Макар представянето му да не беше лошо, този турнир завърши неприятно за Карагър, който бе един от тримата играчи на Англия които изпуснаха дузпа в четвъртфиналния двубой срещу състава на Португалия.
През 2007 Карагър обяви, че няма да играе повече за Англия. Решението му е провокирано от факта, че не получава редовен шанс за изява, и когато играе не е на предпочитаната от него позиция като централен защитник.
На 11 май 2010, поради много контузии и проблеми с отбора на Англия точно преди световното първенство през 2010, Фабио Капело убеждава Карагър да се върне в отбора. На Карагър се налага да играе на мястото на контузилия се Ледли Кинг. След първенството Карагър заявява че надали ще играе повече за страната си и това е било просто изключение, предизвикано от неочаквано многото проблеми в състава на Англия.

## Личен живот
Карагър като дете и тийнейджър подкрепя състава на Евертън. Въпреки това се записва да тренира в школата на Ливърпул и впоследствие обиква новия си отбор.
Карагър е женен за първата си любов, Никол Харт, има две деца: Джеймс и Мия. През 2011 година синът му Джеймс е записан да тренира в детската школа на Ливърпул.

## Противоречия и скандали
На 28 февруари 2008 Карагър е арестуван и обвинен в нападение при училище намиращо се близо до дома му. ФК Ливърпул отказа коментар.
На 11 септември 2008, бе издадена автобиографията на играча озаглавена „Кара“ (Английски: „Carra“). В нея той описва, как негови близки приятели са смятали да нападнат играча на Блекбърн Роувърс Лукас Нийл, който счупи кракът на Карагър по време на мач. Според Карагър това не се е случило само поради факта, че до Лукас Нийл е бил Дейвид Томпсън, бивш съотборник на Карагър. Карагър е предупредил Дейвид само защото не е искал да стават сцени пред него.
До излизането на автобиографията на Карагър, сред феновете се носеше слух, че футболиста на Ливърпул има татуировка на Евертън, останала от тийнейджърските му години. В автобиографията си Карагър заявява, че това не е вярно.
Взаимоотношенията между Карагър и Рафа Бенитес се влошиха в последните дни на испанеца като треньор на Ливърпул. Карагър заяви, че е обезпокоен от отношението на Бенитес към другите треньори.
На 6 март 2011 Карагър извърши много опасно нарушение срещу футболиста на Манчестър Юнайтед Нани. Карагър е направил опит да влезне в съблекалнята на Манчестър за да се извини, но не му е било позволено.

## Статистика
| Отбор    | Сезон   | Първенство | Първенство | Купа   | Купа   | Купа на Лигата | Купа на Лигата | Европейски турнири | Европейски турнири | Общо   | Общо   |
| Отбор    | Сезон   | Мачове     | Голове     | Мачове | Голове | Мачове         | Голове         | Мачове             | Голове             | Мачове | Голове |
| -------- | ------- | ---------- | ---------- | ------ | ------ | -------------- | -------------- | ------------------ | ------------------ | ------ | ------ |
| Ливърпул | 1996/97 | 2          | 1          | 0      | 0      | 1              | 0              | 0                  | 0                  | 3      | 1      |
| Ливърпул | 1997/98 | 20         | 0          | 0      | 0      | 2              | 0              | 1                  | 0                  | 23     | 0      |
| Ливърпул | 1998/99 | 34         | 1          | 2      | 0      | 2              | 0              | 6                  | 0                  | 44     | 1      |
| Ливърпул | 1999/00 | 36         | 0          | 2      | 0      | 2              | 0              | 0                  | 0                  | 40     | 0      |
| Ливърпул | 2000/01 | 34         | 0          | 6      | 0      | 6              | 0              | 12                 | 0                  | 58     | 0      |
| Ливърпул | 2001/02 | 33         | 0          | 2      | 0      | 1              | 0              | 16                 | 0                  | 531    | 0      |
| Ливърпул | 2002/03 | 35         | 0          | 3      | 0      | 5              | 0              | 11                 | 0                  | 54     | 0      |
| Ливърпул | 2003/04 | 22         | 0          | 3      | 0      | 0              | 0              | 4                  | 0                  | 29     | 0      |
| Ливърпул | 2004/05 | 38         | 0          | 0      | 0      | 3              | 0              | 15                 | 0                  | 56     | 0      |
| Ливърпул | 2005/06 | 36         | 0          | 6      | 0      | 0              | 0              | 13                 | 1                  | 572    | 1      |
| Ливърпул | 2006/07 | 35         | 1          | 1      | 0      | 1              | 0              | 13                 | 0                  | 511    | 1      |
| Ливърпул | 2007/08 | 35         | 0          | 4      | 0      | 3              | 0              | 13                 | 0                  | 55     | 0      |
| Ливърпул | 2008/09 | 38         | 1          | 3      | 0      | 1              | 0              | 12                 | 0                  | 54     | 1      |
| Ливърпул | 2009/10 | 37         | 0          | 2      | 0      | 1              | 0              | 13                 | 0                  | 53     | 0      |
| Ливърпул | 2010/11 | 28         | 0          | 0      | 0      | 0              | 0              | 10                 | 0                  | 38     | 0      |
| Ливърпул | 2011/12 | 21         | 0          | 5      | 0      | 5              | 0              | 0                  | 0                  | 31     | 0      |
| Ливърпул | 2012/13 | 24         | 0          | 1      | 0      | 2              | 0              | 11                 | 0                  | 38     | 0      |
| Общо     | Общо    | 508        | 4          | 40     | 0      | 35             | 0              | 150                | 1                  | 737    | 5      |

- 1 – Участвал е в Къмюнити Шийлд
- 2 – Участвал е в Световното клубно първенство на ФИФА

## Титли

### Ливърпул
Победител
- Купа на Англия: 2001, 2006
- Купа на лигата на Англия: 2001, 2003
- Къмюнити Шийлд: 2001, 2006
- Шампионската лига: 2005
- Лига Европа: 2001
- Суперкупата на Европа: 2001, 2005

Завършил втори
- Английска висша лига: 2001 – 02, 2008 – 09
- Къмюнити Шийлд: 2002
- Купа на лигата на Англия: 2005
- Шампионската лига: 2007
- Световното клубно първенство на ФИФА: 2005

### Индивидуални
- Отбор на Английската висша лига: 2006
- Играч на сезона в Ливърпул: 2006 – 07